# Gruppi di Leo II
I Gruppi di Leo II sono un complesso di gruppi di galassie, che coprono una regione estesa circa 30 milioni di anni luce, situati prospetticamente nella costellazione del Leone e in vicinanza del Gruppo di M96 (detto anche Gruppo Leo I). Entrambi contribuiscono a costituire il Superammasso della Vergine ed i Gruppi di Leo II ne rappresentano il maggior componente.
I vari Gruppi di Leo II distano dalla Terra mediamente tra i 40 e 70 milioni di anni luce.

## Gruppi di galassie componenti dell'ammasso
Di seguito sono elencati i principali gruppi di galassie che compongono l'ammasso.
| Nome Galassia | Tipo    | R.A (J2000)   | DEC (J2000)  | Redshift (z) | Distanza M a.l. | Immagine |
| ------------- | ------- | ------------- | ------------ | ------------ | --------------- | -------- |
| NGC 3156      | S0      | 10h 21m 41.2s | +03° 07′ 46″ | 0,004463     | 63              |          |
| NGC 3165      | SA(s)dm | 10h 13m 31.3s | +03° 22′ 30″ | 0,00447      | 63              |          |
| NGC 3166      | SAB     | 10h 13m 45.8s | +03° 25′ 30″ | 0,004486     | 63              |          |
| NGC 3169      | SA(s)a  | 10h 14m 15.0s | +03° 27′ 58″ | 0,004130     | 58              |          |

| Nome Galassia | Tipo      | R.A (J2000)   | DEC (J2000)  | Redshift (z) | Distanza M a.l. | Immagine |
| ------------- | --------- | ------------- | ------------ | ------------ | --------------- | -------- |
| NGC 3162      | SAB(rs)bc | 10h 13m 31.6s | +22° 44′ 15″ | 0,00433      | 61              |          |
| NGC 3177      | SA(rs)b   | 10h 16m 34.1s | +21° 07′ 23″ | 0,004343     | 61              |          |
| NGC 3185      | SB(r)a    | 10h 17m 38.5s | +21° 41′ 18″ | 0,00406      | 57              |          |
| NGC 3187      | SB(s)c    | 10h 17m 47.8s | +21° 52′ 24″ | 0,005274     | 74              |          |
| NGC 3190      | SA(s)a    | 10h 18m 05.6s | +21° 49′ 56″ | 0,00424      | 59              |          |
| NGC 3193      | E2        | 10h 18m 24.9s | +21° 53′ 38″ | 0,004607     | 65              |          |
| UGC 5574      | Scd       | 10h 91m 42.9s | +22° 27′ 09″ | 0,004893     | 69              |          |

| Nome Galassia | Tipo   | R.A (J2000)   | DEC (J2000)  | Redshift (z) | Distanza M a.l. | Immagine |
| ------------- | ------ | ------------- | ------------ | ------------ | --------------- | -------- |
| NGC 3213      | Sbc    | 10h 21m 17.3s | +19° 39′ 06″ | 0,004493     | 63              |          |
| NGC 3226      | E2     | 10h 23m 27.0s | +19° 53′ 55″ | 0,004386     | 61              |          |
| NGC 3227      | SAB(s) | 10h 23m 30.6s | +19° 51′ 54″ | 0,003859     | 54              |          |
| UGC 5675      | Sm     | 10h 28m 30.0s | +19° 33′ 45″ | 0,003676     | 52              |          |

| Nome Galassia | Tipo    | R.A (J2000)   | DEC (J2000)  | Redshift (z) | Distanza M a.l. | Immagine |
| ------------- | ------- | ------------- | ------------ | ------------ | --------------- | -------- |
| NGC 3245      | SA0^0   | 10h 27m 18.4s | +28° 30′ 27″ | 0,004423     | 62              |          |
| NGC 3245A     | SB(s)b  | 10h 27m 01.1s | +28° 38′ 22″ | 0,00441      | 62              |          |
| NGC 3254      | SA(s)bc | 10h 29m 19.9s | +29° 29′ 31″ | 0,00452      | 63              |          |
| NGC 3265      | E       | 10h 31m 06.8s | +8° 47′ 48″  | 0,0044       | 62              |          |
| NGC 3277      | SA(r)ab | 10h 32m 55.4s | +28° 30′ 42″ | 0,004697     | 66              |          |

| Nome Galassia | Tipo     | R.A (J2000)   | DEC (J2000)  | Redshift (z) | Distanza M a.l. | Immagine |
| ------------- | -------- | ------------- | ------------ | ------------ | --------------- | -------- |
| NGC 3338      | SA(s)c   | 10h 42m 07.5s | +13° 44′ 4″  | 0,004343     | 61              |          |
| NGC 3346      | SB(rs)cd | 10h 43m 38.9s | +14° 52′ 19″ | 0,00425      | 60              |          |
| NGC 3389      | SA(s)c   | 10h 48m 27.9s | +12° 31′ 59″ | 0,004364     | 61              |          |
| UGC 5832      | SB       | 10h 42m 48.4s | +13° 27′ 35″ | 0,004056     | 57              |          |

| Nome Galassia | Tipo     | R.A (J2000)   | DEC (J2000)  | Redshift (z) | Distanza M a.l. | Immagine |
| ------------- | -------- | ------------- | ------------ | ------------ | --------------- | -------- |
| NGC 3370      | SA(s)c   | 10h 47m 04.0s | +17° 16′ 25″ | 0,004266     | 60              |          |
| NGC 3443      | SAd      | 10h 53m 00.1s | +17° 34′ 25″ | 0,003776     | 53              |          |
| NGC 3447      | SBm      | 10h 53m 26.8s | +16° 46′ 44″ | 0,003559     | 50              |          |
| NGC 3447A     | SAB(s)m  | 10h 53m 24.0s | +16° 46′ 21″ | 0,003556     | 50              |          |
| NGC 3454      | SB(s)c   | 10h 54m 29.5s | +17° 20′ 39″ | 0,003673     | 51              |          |
| NGC 3455      | SAB(rs)b | 10h 54m 31.1s | +17° 17′ 05″ | 0,003676     | 52              |          |
| NGC 3457      | E        | 10h 54m 48.6s | +17° 37′ 16″ | 0,003829     | 54              |          |
| UGC 5945      | IBm      | 10h 50m 25.5s | +17° 33′ 51″ | 0,003776     | 53              |          |

| Nome Galassia | Tipo      | R.A (J2000)   | DEC (J2000)  | Redshift (z) | Distanza M a.l. | Immagine |
| ------------- | --------- | ------------- | ------------ | ------------ | --------------- | -------- |
| IC 2604       | SB(s)m    | 10h 49m 25.1s | +32° 46′ 22″ | 0,005447     | 76              |          |
| NGC 3381      | SB        | 10h 48m 24.8s | +34° 43′ 41″ | 0,005434     | 76              |          |
| NGC 3395      | SAB(rs)cd | 10h 49m 50.1s | +32° 58′ 58″ | 0,00542      | 76              |          |
| NGC 3396      | IBm       | 10h 49m 55.1s | +32° 59′ 27″ | 0,00542      | 76              |          |
| NGC 3424      | SB(s)b    | 10h 51m 46.3s | +32° 54′ 03″ | 0,004983     | 70              |          |
| NGC 3430      | SAB(rs)c  | 10h 52m 11.4s | +32° 57′ 02″ | 0,00529      | 74              |          |
| NGC 3442      | Sa        | 10h 53m 08.1s | +33° 54′ 37″ | 0,005781     | 81              |          |

| Nome Galassia | Tipo      | R.A (J2000)   | DEC (J2000)  | Redshift (z) | Distanza M a.l. | Immagine |
| ------------- | --------- | ------------- | ------------ | ------------ | --------------- | -------- |
| NGC 3380      | SBa       | 10h 48m 12.2s | +28° 36′ 06″ | 0,005357     | 75              |          |
| NGC 3400      | SB(s)a    | 10h 50m 45.5s | +28° 28′ 09″ | 0,004807     | 67              |          |
| NGC 3414      | S0        | 10h 51m 16.2s | +27° 58′ 30″ | 0,004903     | 69              |          |
| NGC 3418      | SAB(s)0/a | 10h 51m 23.9s | +28° 06′ 43″ | 0,004228     | 59              |          |
| NGC 3451      | Sd        | 10h 54m 20.9s | +27° 14′ 23″ | 0,00445      | 62              |          |
| NGC 3504      | SAB(s)ab  | 11h 03m 11.2s | +27° 58′ 21″ | 0,005087     | 71              |          |
| NGC 3512      | SAB(rs)c  | 11h 04m 02.9s | +28° 02′ 13″ | 0,00459      | 64              |          |
| UGC 5921      | Sdm       | 10h 49m 12.3s | +27° 55′ 40″ | 0,00469      | 66              |          |

| Nome Galassia | Tipo      | R.A (J2000)   | DEC (J2000)  | Redshift (z) | Distanza M a.l. | Immagine |
| ------------- | --------- | ------------- | ------------ | ------------ | --------------- | -------- |
| NGC 3501      | Scd       | 11h 02m 47.3s | +17° 59′ 22″ | 0,003769     | 53              |          |
| NGC 3507      | SB(s)b    | 11h 03m 25.3s | +18° 08′ 08″ | 0,003266     | 46              |          |
| NGC 3592      | Sc        | 11h 14m 27.4s | +17° 15′ 36″ | 0,00433      | 61              |          |
| NGC 3607      | SA(s)0^0^ | 11h 16m 54.6s | +18° 03′ 09″ | 0,003142     | 44              |          |
| NGC 3608      |           | 11h 16m 58.9s | +18° 08′ 55″ | 0,004089     | 57              |          |
| NGC 3626      | SA(rs)0+  | 11h 20m 03.8s | +18° 21′ 25″ | 0,00498      | 70              |          |
| NGC 3655      | SA(s)c    | 11h 22m 54.6s | +16° 35′ 24″ | 0,004913     | 70              |          |
| NGC 3659      | SB(s)m    | 11h 23m 45.5s | +17° 49′ 07″ | 0,004287     | 60              |          |
| NGC 3681      | SAB(r)bc  | 11h 26m 29.8s | +16° 51′ 47″ | 0,004133     | 58              |          |
| NGC 3684      | SA(rs)bc  | 11h 27m 11.2s | +17° 01′ 49″ | 0,003879     | 54              |          |
| NGC 3686      | SB(s)bc   | 11h 27m 44.0s | +17° 13′ 27″ | 0,003856     | 54              |          |
| NGC 3691      | SBb       | 11h 28m 09.4s | +16° 55′ 14″ | 0,003619     | 51              |          |
| UGC 6112      | Sd        | 11h 02m 35.3s | +16° 44′ 05″ | 0,003446     | 51              |          |
| UGC 6171      | IBm       | 11h 07m 10.0s | +19° 34′ 10″ | 0,004022     | 56              |          |

| Nome Galassia | Tipo   | R.A (J2000)   | DEC (J2000)  | Redshift (z) | Distanza M a.l. | Immagine |
| ------------- | ------ | ------------- | ------------ | ------------ | --------------- | -------- |
| NGC 3630      | S0     | 11h 20m 17.0s | +02° 57′ 52″ | 0,005        | 70              |          |
| NGC 3640      | E3     | 11h 21m 06.8s | +03° 14′ 05″ | 0,00433      | 61              |          |
| NGC 3664      | SB(s)m | 11h 24m 24.2s | +03° 19′ 30″ | 0,004607     | 65              |          |

| Nome Galassia | Tipo     | R.A (J2000)   | DEC (J2000)  | Redshift (z) | Distanza M a.l. | Immagine |
| ------------- | -------- | ------------- | ------------ | ------------ | --------------- | -------- |
| NGC 3755      | SAB(rs)c | 11h 36m 33.4s | +36° 24′ 37″ | 0,005237     | 73              |          |
| NGC 3813      | SA(rs)b  | 11h 41m 18.6s | +36° 32′ 48″ | 0,004888     | 69              |          |
| UGC 6603      | Scd      | 11h 38m 02.1s | +35° 12′ 13″ | 0,005454     | 76              |          |

| Nome Galassia | Tipo      | R.A (J2000)   | DEC (J2000)  | Redshift (z) | Distanza M a.l. | Immagine |
| ------------- | --------- | ------------- | ------------ | ------------ | --------------- | -------- |
| NGC 3098      | S0        | 10h 02m 16.7s | +24° 42′ 40″ | 0,00466      | 65              |          |
| NGC 3279      | Scd       | 10h 34m 42.8s | +11° 11′ 50″ | 0,00465      | 65              |          |
| NGC 3287      | SB(s)d    | 10h 34m 47.3s | +21° 38′ 54″ | 0,004356     | 61              |          |
| NGC 3294      | SA(s)c    | 10h 36m 16.2s | +37° 19′ 29″ | 0,00529      | 74              |          |
| NGC 3301      | SB(rs)0/a | 10h 36m 56.0s | +21° 52′ 56″ | 0,004466     | 63              |          |
| NGC 3365      | Scd       | 10h 46m 12.6s | +01° 48′ 48″ | 0,003289     | 46              |          |
| NGC 3423      | SA(s)cd   | 10h 51m 14.3s | +05° 50′ 24″ | 0,003349     | 47              |          |
| NGC 3437      | SAB(rs)c  | 10h 52m 35.7s | +22° 56′ 03″ | 0,00428      | 60              |          |
| NGC 3485      | SB(r)b    | 11h 00m 02.4s | +14° 50′ 30″ | 0,00479      | 67              |          |
| NGC 3495      | Scd       | 11h 01m 16.2s | +03° 37′ 41″ | 0,003768     | 53              |          |
| NGC 3547      | Sb        | 11h 09m 55.9s | +18° 43′ 15″ | 0,005268     | 74              |          |
| NGC 3596      | SAB(rs)c  | 11h 15m 06.2s | +14° 47′ 13″ | 0,003979     | 56              |          |
| NGC 3666      | SA(rs)c   | 11h 24m 26.1s | +11° 20′ 32″ | 0,003536     | 50              |          |
| NGC 3705      | SAB(r)ab  | 11h 30m 07.4s | +09° 16′ 36″ | 0,003396     | 48              |          |
| NGC 3810      | SA(rs)c   | 11h 40m 58.7s | +11° 28′ 16″ | 0,003309     | 46              |          |
| UGC 5633      | SBdm      | 10h 24m 40.1s | +14° 45′ 24″ | 0,004613     | 65              |          |
| UGC 5708      | SBd       | 10h 31m 13.3s | +04° 28′ 21″ | 0,003924     | 55              |          |
| UGC 6670      | IBm       | 11h 42m 29.4s | +18° 19′ 58″ | 0,003075     | 43              |          |